# Goichi Suda
 (avril 2020).
Si vous disposez d'ouvrages ou d'articles de référence ou si vous connaissez des sites web de qualité traitant du thème abordé ici, merci de compléter l'article en donnant les références utiles à sa vérifiabilité et en les liant à la section « Notes et références ».

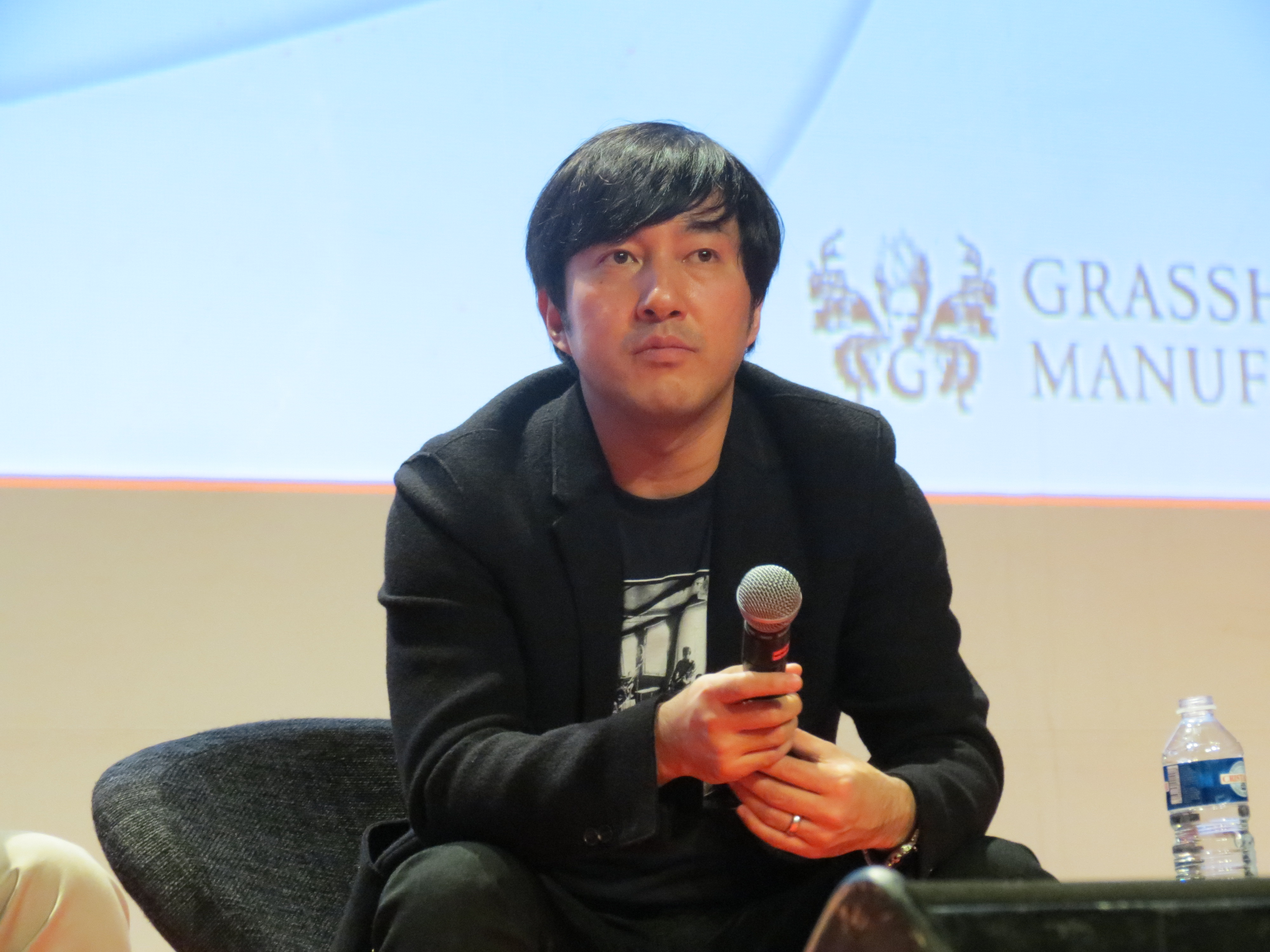
Suda Goichi au TGS 2012.

Goichi Suda alias Suda51 (en Japonais le nombre 51 peut se prononcer « go-ichi »), né le 2 janvier 1968, est le président du studio de développement de jeux vidéo Grasshopper Manufacture.
Son studio est à l'origine de jeux comme Killer7, No More Heroes, Shadows of the Damned (développé en collaboration avec Shinji Mikami et Akira Yamaoka), Lollipop Chainsaw, Killer Is Dead et Let It Die.

## Réalisations
- Super Fire ProWrestling 3: Final Bout sur Super Nintendo (commercialisé au Japon)
- Super Fire ProWrestling Special sur Super Famicom (Japon)
- Twilight Syndrome: Search sur PlayStation (Japon)
- Twilight Syndrome: Investigation sur PlayStation (Japon)
- Moonlight Syndrome sur PlayStation (Japon)
- The Silver Case sur PlayStation (Japon)
- Flower, Sun and Rain sur PlayStation 2 (Japon) et Nintendo DS (Japon, Amérique du Nord et Europe)
- Michigan sur PlayStation 2 (Japon et Europe)
- Killer7 sur GameCube et PlayStation 2 (Japon, Amérique du Nord et Europe)
- The 25th Ward: The Silver Case sur i-mode et Yahoo! Keitai
- Samurai Champloo: Sidetracked sur PlayStation 2 (Japon et Amérique du Nord)
- Contact sur Nintendo DS (Japon, Amérique du Nord et Europe)
- Blood + One Night Kiss sur PlayStation 2 (Japon)
- No More Heroes sur Wii (Japon, Amérique du Nord et Europe)
- Flower, Sun and Rain: Murder and Mystery in Paradise sur Nintendo DS
- Kurayami sur PlayStation 3 (concept)
- No More Heroes: Desperate Struggle sur Wii (Japon, Amérique du Nord et Europe)
- No More Heroes Paradise sur PlayStation 3 et Xbox 360
- Rebuild of Evangelion: Sound Impact sur PlayStation Portable
- Sdatcher sur navigateur web
- Shadows of the Damned sur PlayStation 3 et Xbox 360
- Sine Mora sur PlayStation 3, PlayStation Vita, Xbox 360, PC, iOS et Ouya
- Diabolical Pitch sur Xbox 360
- Lollipop Chainsaw sur PlayStation 3 et Xbox 360
- Liberation Maiden sur Nintendo 3DS eShop et iOS
- Black Knight Sword sur le PlayStation Network et le Xbox Live Arcade
- Killer is Dead sur PlayStation 3, Xbox 360 et PC
- Liberation Maiden SIN sur PlayStation 3 et PlayStation Vita
- Short Peace: Ranko Tsukigime’s Longest Day sur PlayStation 3
- Kurayami Dance (concept du manga)
- Let It Die sur PlayStation 4
- Travis Strikes Again: No More Heroes sur Nintendo Switch
- Fire Pro Wrestling World (scénariste The Vanishing)[1]
- No More Heroes III sur Nintendo Switch
- Hotel Barcelona (idée originale)
- Romeo is a Dead Man sur PlayStation 5